# Bethylochrysis clypeata
Bethylochrysis clypeata  (лат.) — ископаемый вид хризидоидных ос из семейства Chrysobythidae. Единственный вид рода Bethylochrysis. Бирманский янтарь (меловой период, Мьянма, Юго-Восточная Азия). Родовое название Bethylochrysis есть производное от сочетания имён двух родов (Bethylus и Chrysis), так как таксон своими признаками напоминает ос семейств Bethylidae и Chrysididae.

## Описание
Мелкие хризидоидных осы (длина тела 2,8 мм, ширина головы — 0,63 мм). 
Диск клипеуса образует килевидную узкую тупую долю; вершинный зуб мандибул направлен вниз, его главная ось не параллельна с субапикальными зубцами; затылочный киль сильно выступает с боков, образуя пластинчатую проекцию; гипостомальный киль длинный, затылочная дуга широко отделена от гипостома. Вентральная часть мезоплеврона выступает позади передних тазиков, боковая поверхность с двумя удлиненными продольными ямками, занимающая около половины длины мезоплеврона. Формула голенных шпор: 1-2-2. Переднее крыло с шестью закрытыми ячейками: костальная, радиальная, 1-я кубитальная, 1-я медиальная, 1-я радиальная 1 (субмаргинальная), 2-я радиальная 1 (маргинальная); жилка М с первой прямой абсциссой; заднее крыло с редуцированным жилкованием, представлено только жилками Sc + R.

## Систематика
Bethylochrysis clypeata выделен в отдельный род Bethylochrysis, который является типовым для семейства Chrysobythidae.